# Ostrowsko (gromada)
Ostrowsko (do 29 VI 1960 Łopuszna) – dawna gromada, czyli najmniejsza jednostka podziału terytorialnego Polskiej Rzeczypospolitej Ludowej w latach 1954–1972.
Gromady, z gromadzkimi radami narodowymi (GRN) jako organami władzy najniższego stopnia na wsi, funkcjonowały od reformy reorganizującej administrację wiejską przeprowadzonej jesienią 1954 do momentu ich zniesienia z dniem 1 stycznia 1973, tym samym wypierając organizację gminną w latach 1954–1972.
Gromadę Ostrowsko z siedzibą GRN w Ostrowsku utworzono 30 czerwca 1960 roku w powiecie nowotarskim w woj. krakowskim w związku z przeniesieniem siedziby GRN gromady Łopuszna z Łopusznej do Ostrowska i przemianowaniem jednostki na gromada Ostrowsko; równocześnie do gromady Ostrowsko przyłączono obszar zniesionej gromady Waksmund.
W kwietniu 1969 dla gromady ustalono 20 członków gromadzkiej rady narodowej.
1 stycznia 1970 gromada składała się ze wsi: Łopuszna, Ostrowsko i Waksmund.
Gromada przetrwała do końca 1972 roku, czyli do kolejnej reformy gminnej.